# Een vrouw zoals jij
Een vrouw zoals jij is een single van de Nederlandse zanger Hans de Booij uit 1982. Het stond in 1983 als derde track op het album Hans de Booij, waar het de tweede single van was, na Iedereen het zijne.

## Achtergrond
Een vrouw zoals jij is geschreven door Hans de Booij en geproduceerd door Hans Kusters. Het is een nederpopnummer dat een ode is aan de vrouw/vriendin van de liedverteller. Het is na Annabel een van De Booij's meest bekende nummers. B-kant van de single is Sammy, eveneens afkomstig van hetzelfde album.

## Hitnoteringen
Het lied had zowel in Nederland als in België successen. De hoogste positie werd behaald in de Nationale Hitparade, waar de achttiende plek werd behaald. Het stond acht weken in deze lijst. In de Nederlandse Top 40 kwam het tot de twintigste plaats en stond het vijf weken in de lijst. Het was een weekje minder in de Vlaamse Ultratop 50 te vinden, waarin het piekte op de 28e plaats. In 2023 werd een nieuwe "2.0 versie" uitgebracht.

### NPO Radio 2 Top 2000
| Nummer met noteringen in de NPO Radio 2 Top 2000 | '99  | '00 | '01  | '02  | '03  | '04  | '05  | '06  | '07 | '08  | '09 | '10  |
| ------------------------------------------------ | ---- | --- | ---- | ---- | ---- | ---- | ---- | ---- | --- | ---- | --- | ---- |
| Een vrouw zoals jij                              | 1607 | -   | 1086 | 1346 | 1508 | 1615 | 1754 | 1705 | -   | 1859 | -   | 1997 |

1. ↑  Een '-' betekent dat het nummer niet was genoteerd en een vetgedrukt getal geeft de hoogste notering aan.
2. ↑  Deze tabel is bijgewerkt tot en met de laatste editie (2024).